# Neopachylopus pakistanicus
Neopachylopus pakistanicus är en skalbaggsart som beskrevs av Tomas Lackner 2002. Neopachylopus pakistanicus ingår i släktet Neopachylopus och familjen stumpbaggar. Inga underarter finns listade i Catalogue of Life.